# Цвак, Карл
Карл Цвак (нем. Karl Zwack), (1906 - 1983) —  австрийский фигурист, выступавший  в парном разряде. В паре с Иди Папец он — двукратный серебряный призёр чемпионатов мира, чемпион Европы 1933 и трёхкратный чемпион Австрии 1933 — 1935.

## Результаты выступлений
| Соревнования       | 1930 | 1931 | 1932 | 1933 | 1934 | 1935 |
| ------------------ | ---- | ---- | ---- | ---- | ---- | ---- |
| Чемпионаты мира    |      | 3    |      | 2    | 2    |      |
| Чемпионаты Европы  | 5    |      | 3    | 1    | 2    | 2    |
| Чемпионаты Австрии |      | 2    | 2    | 1    | 1    | 1    |